# معاملة المثليين في ماليزيا
يواجه الأشخاص من المثليين والمثليات ومزدوجي التوجه الجنسي والمتحولين جنسياً (اختصاراً: مجتمع الميم) في ماليزيا تحديات قانونية واجتماعية لا يواجهها غيرهم من المغايرين جنسيا. يعتبر النشاط الجنسي بين الرجال وبين النساء غير قانوني في ماليزيا بموجب قانون يعود إلى الحقبة الاستعمارية البريطانية. لا يقدر الشركاء والأزواج المثليون على الزواج أو التبني، كما أن المنازل التي يعيش فيها الشركاء المثليون غير مؤهلة للحصول على نفس الحماية القانونية المتاحة للأزواج المغايرين. تتشكل المواقف الاجتماعية تجاه مجتمع المثليين من الإسلام، وهو الدين الرسمي في ماليزيا.

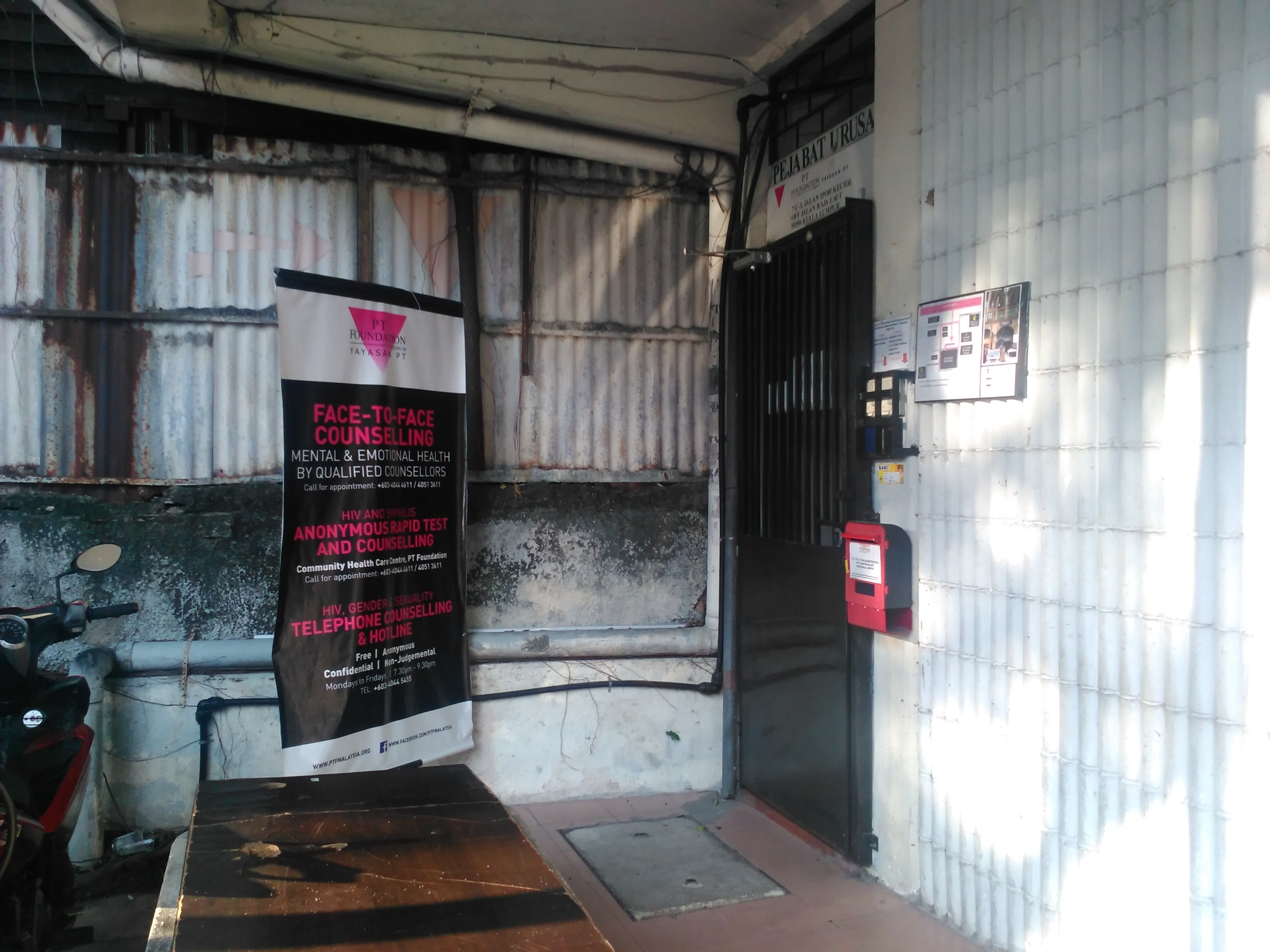
مؤسسة بي تي، مركز لمجتمع الميم في ماليزيا

ذكرت هيومن رايتس ووتش أن «التمييز ضد المثليين والمثليات ومزدوجي التوجه الجنسي والمتحولين جنسيا منتشر في ماليزيا».

## قانونية النشاط الجنسي المثلي
تحتفظ ماليزيا بعدم قانونية السدومية (وكذلك الجنس الفموي) الذي يعود للعصر الاستعماري، المعرَّف على نطاق واسع ليشمل كل من النشاط الجنسي المثلي النشاط الجنسي المغاير، مع إمكانية العقوبة بما في ذلك الغرامات، وأحكام السجن لمدة تصل إلى 20 عامًا، وحتى العقوبة البدنية. كما تنص الفقرة الفرعية من القانون الجنائي على فرض عقوبة إضافية على الرجال المدانين «بالفحش الجسيم مع رجل آخر». بالإضافة إلى القانون العلماني، يمكن توجيه الاتهام للمواطنين المسلمين في محاكم إسلامية خاصة. كما أن خطر عمليات الإعدام خارج نطاق القانون موجود أيضًا ويتعرض المثليون أيضًا لخطر الترحيل.
كان هناك بعض النقاش العام حول إصلاح القانون لإغاء تجريم النشاط الجنسي الخاص وغير التجاري بين البالغين المتوافقين عليه. وقد أعرب بعض أعضاء حزب المعارضة الرئيسي عن تأييدهم لمثل هذا الإصلاح، وعلى الأخص النائبة لطيفة كويا، لكن هذا ليس هو الموقف الرسمي للحزب. ولم يقترح أي حزب سياسي أو عضو منتخب في البرلمان رسمياً مثل هذا الإصلاح.
في عام 1994، منعت الحكومة أي شخص من مجتمع الميم من الظهور في وسائل الإعلام التي التابعة للدولة.
في عام 1995، أشاد وزير الشؤون الدينية في ولاية سلاغور بجماعات بدر الإسلامية الأهلية التي نظمت في عام 1994 للمساعدة في القبض على 7000 لمشاركتهم في أنشطة «غير إسلامية» مثل المثلية الجنسية.
في عام 2005، ذكر قائد البحرية الملكية الماليزية محمد أنور محمد نور أن البحرية لن تقبل أبدا المثليين جنسيا.
في عام 2010، أعلن مجلس رقابة الأفلام في ماليزيا أنه سيسمح فقط بتصوير شخصيات مثلية طالما أن الشخصيات «قد تابت» أو ماتت. في عام 2017، حاولت ماليزيا فرض الرقابة على الجميلة والوحش بسبب وجود بعض اللقطات المثلية في الفيلم، لكنها في النهاية خضعت للضغط وعرضت الفيلم. لم يكن لدى مجلس الرقابة أي اعتراضات على عرض باور رينجرز حتى مع وجود مشهد مثلي في الفيلم.
في مايو 2017، تم إلغاء مسيرة فخر المثليين والتي نظمتها جامعة تايلور في يونيو بسبب ضغوط من الإسلاميين. تم إدانة هذا الحدث من قبل المدونات المؤيدة للإسلاميين لأنه كان سينظم في شهر رمضان.
في عام 2018، أدينت سيدتان لمحاولتهما ممارسة الجنس المثلي في سيارة في الأماكن العامة، وتم تغريمهما 3,300 رينغيت ماليزي وضربهما بالعصي 6 مرات أمام جمهور في قاعة المحكمة في ولاية ترغكانو. انتقد رئيس الوزراء مهاتير محمد العقوبة، قائلاً إنها «لا تعكس العدالة أو التعاطف في الإسلام».

### جهود إلغاء التجريم

#### حظر حدث النشاط الجنسي المستقل
في عام 2011، تمحور حدث النشاط الجنسي المستقل (لغة ماليزية: Seksualiti Merdeka)، وهو حدث سنوي للحقوق الجنسية، حول موضوع «كويريون دون خوف». تضمنت الدعاية لهذا الحدث مقاطع فيديو للعديد من المواطنين الماليزيين يعلنون عن توجههم الجنسي، ويدعون إلى المساواة في حقوق المثليين. ولكن بعد الإعلان عن الحدث، أصدرت الشرطة الماليزية بيانًا يحظر هذا الحدث، بناءً على أسباب المخاطرة بإخلال بالنظام العام وإعاقة الحرية الدينية. في عام 2014، تم استبدال المادة 27 أ (1) (ج) من قانون الشرطة، والتي كانت تستخدم لحظر هذا الحدث، بموجب قانون التجمع السلمي 2012. وقد أدى ذلك إلى رفع الحظر عن هذا الحدث.

#### تحدي منظمة العدالة للأخوات لاحظر المفروض على شهوة الملابس المغايرة
في أبريل 2015، ساعدت نيشا أيوب، وهي امرأة متحولة جنسيا وناشطة، ثلاث نساء مسلمات في تحدي القانون المستمد من الشريعة الإسلامية الذي يحظر شهوة الملابس المغايرة للرجال كنساء في ولاية نكري سمبيلن من خلال منظمة العدالة للأخوات. بينما تم ربح القضية في محكمة الاستئناف، ألغت المحكمة الفيدرالية في وقت لاحق القرار في أكتوبر 2015.

## الهوية الجندرية والتعبير عنها
ذكرت هيومن رايتس ووتش أن قوانين الشريعة الإسلامية على مستوى الدولة تحظر شهوة الملابس المغايرة، وأن الأشخاص المتحولين جنسياً «يواجهون الاعتقال التعسفي، والاعتداء البدني والجنسي، والسجن، والحرمان من الرعاية الصحية والتوظيف، وغيرها من الانتهاكات».
غالبًا ما يتم إلقاء القبض على الأفراد المتحولين جنسياً على أيدي ضباط الشرطة بموجب القوانين المدنية التي تحاكم على «الفحش العام»، وإذا كانوا مسلمين، فيمكنهم توجيه تهم أخرى من قِبل الموظفين الدينيين بموجب قوانين الشريعة بتهمة «انتحال شخصية» النساء. زعم تقرير هيومن رايتس ووتش لعام 2014 أن الأشخاص المتحولين جنسياً يتعرضون «للاعتداء والابتزاز وانتهاك حقوق الخصوصية الخاصة بهم» على أيدي الشرطة، والإذلال والاعتداء البدني والجنسي من قبل المسؤولين الدينيين.
في عام 1998، اتهم 45 من المتحولين جنسياً وأدينوا في المحكمة لارتدائهم ملابس النساء، وواجه 23 شخصًا من المتحولين جنسياً غرامات مماثلة وسجنًا في عام 1999.
تشير التقديرات إلى أن عددًا كبيرًا من المتحولين جنسياً يجبرون على العمل في الشوارع كعاملين في تجارة الجنس لكسب العيش.
في نوفمبر/تشرين الثاني 2014، نجحت ثلاث نساء من المتحولين جنسياً من ولاية نكري سمبيلن، اللائي قُبض عليهن بسبب تجريم شهوة الملابس المغايرة في الشريعة الإسلامية، في الطعن بنجاح لمراجعة القانون القضائي في محكمة الاستئناف بحثاً عن ملابس مناسبة للأشخاص الذين يعانون من اضطراب الهوية الجنسية. نظرًا لعدم ذكر اضطراب الهوية الجنسية ونقص الأدلة الطبية لادعاء المستشار القانوني للولاية بأن الأشخاص المتحولين جنسياً كانوا مجانين، أعلنت المحكمة بالإجماع أن قانون الشريعة المناهض للفساد باطل وينتهك الحق الدستوري في "حرية" التعبير والحركة والحق في العيش بكرامة ومساواة". في 8 أكتوبر 2015، نقضت المحكمة الفيدرالية في ماليزيا الحكم لأسباب إجرائية. وجدت المحكمة أن النساء الثلاث كان يجب أن يحصلن على إذن قضائي من قاضي المحكمة الفيدرالية عندما بدأن الطعن الدستوري. على الرغم من أن قاضي المحكمة العليا قد منح الإذن في نوفمبر 2011، قضت المحكمة الفيدرالية بأنها فعلت ذلك خطأً.
في أغسطس 2016، أمرت المحكمة العليا في كوالالمبور إدارة التسجيل الوطني بتحديث معلومات شخص متحول جنسيا على بطاقة هويته لتعكس هويته الجندرية واسمه المختار بشكل أفضل. جادل القاضي بأن «المدعي له حق دستوري ثمين في الحياة بموجب المادة 5 (1) من الدستور الاتحادي، ويجب أن يشمل مفهوم الحياة بموجب المادة 5 بالضرورة حق المدعي في العيش بكرامة كذكر وأن يتم منحه قانونًا الاعتراف القضائي كذكر». وقد استأنف إدارة التسجيل الوطني الحكم لاحقًا.

## الرأي العام
أظهر استطلاع للرأي أجراه مركز بيو للأبحاث عام 2013 أن 9% من سكان ماليزيا يعتقدون أنه يجب على المجتمع ان يقبل المثلية الجنسية، بينما عارض ذلك 86%. كانت ماليزيا واحدة من الدول الآسيوية التي شملها الاستطلاع والتي بينت أقل قبول، أمام إندونيسيا وباكستان فقط بنسبة 3% و 2% على التوالي. كان الأشخاص الذين تزيد أعمارهم عن 50 عامًا أكثر قبولًا من الأشخاص الأصغر سنًا: 11% من الأشخاص الذين تزيد أعمارهم عن 50 عامًا يعتقدون أنه يجب قبولها، و 10‰ من الأشخاص الذين تتراوح أعمارهم بين 30 و 49 و 7% من الأشخاص بين 18 و 29 عامًا. ومع ذلك، كانت هناك زيادة طفيفة في القبول منذ عام 2007، عندما أظهر استطلاع للرأي أجراه مركز بيو للأبحاث أن 8% من السكان يعتقدون أن المثلية الجنسية يجب أن تكون مقبولة.

## حقوق المثليين في السياسة الماليزية
لا يوجد حتى الآن حماية قانونية للأفراد من مجتمع الميم. أعرب عدد قليل من نواب الائتلاف الحاكم الحالي، تحالف الأمل، عن تأييدهم لحقوق المثليين، ك مارينا مهاتير ابنة رئيس الوزراء مهاتير محمد التي دعت إلى وضع حد للتمييز على أساس التوجه الجنسية في عام 1998 وعام 1999. يعتبر الحزب الاشتراكي الماليزي الحزب السياسي الوحيد الذي يدعم بشكل صريح حقوق المثليين ويدافع عنها إلى جانب حقوق الأقليات الأخرى. تتمثل القوة السياسية المتناقضة في «الحركة الشعبية التطوعية ضد المثليين»، التي تم إنشاؤها في عام 1998 للضغط من أجل وضع قوانين جنائية أكثر صرامة ضد المثلية الجنسية. وهي عضو في الحزب الحاكم السابق المنظمة الوطنية الماليزية المتحدة.
في مارس 2019، نفى وزير السياحة محمد الدين كتابي وجود أشخاص مثليين في ماليزيا. وأخبر المراسلين الألمان في معرض إي تي بي برلين للسياحة لعام 2019 : «لا أعتقد أن لدينا مثل هذا في بلدنا». ومع ذلك، نشر في وقت لاحق بيانًا على تويتر يقول إن تصريحه يشير إلى عدم وجود حملات سياحية محددة تركز على المثليين في البلاد. عندما عقدت مسيرة اليوم العالمي للمرأة في كوالالامبور في نفس الشهر، تم إدانتها من قبل المسؤولين الحكوميين والأحزاب السياسية ك«المنظمة الوطنية الماليزية المتحدة» و«الحزب الإسلامي الماليزي» لأن المسيرة شملت حقوق المثليين من بين مطالبها.
في أبريل/نيسان 2019، اتُهمت السلطات الماليزية بتخويف الناشط في مجال حقوق المثليين نعمان عفيفي من خلال استجوابه في مركز الشرطة حول خطاب ألقاه في مجلس حقوق الإنسان التابع للأمم المتحدة في جنيف في مارس/آذار 2019. توصيات تحالف من اثنتي عشرة منظمة للمثليين بشأن التوجه الجنسي والهوية الجندرية.
في مايو 2019، حذر الممثل الأمريكي جورج كلوني ماليزيا وإندونيسيا ضد تشريع قانون يسمح لهم بفرض عقوبة الإعدام على المثلية، كما قامت بروناي. وأشار نائب وزير الخارجية مرزوقي يحيى إلى أن ماليزيا لا تقتل المثليين ولن تلجأ إلى قتل الأقليات الجنسية. وقال أيضًا إنه على الرغم من أن أنماط الحياة هذه تنحرف عن الإسلام، إلا أن الحكومة لن تفرض مثل هذه العقوبة على مجتمع الميم.

### موقف رئيس الوزراء الماليزي مهاتير محمد
خلال محاضرة للطلاب في إحدى جامعات بانكوك في تايلاند في أكتوبر 2018، صرح رئيس وزراء ماليزيا مهاتير محمد بأن ماليزيا لن «تنسخ» نهج الدول الغربية تجاه حقوق المثليين، مشيرا إلى أن هذه الدول كانت تتجاهل مؤسسات الأسرة التقليدية والزواج، حيث أن نظام القيم في ماليزيا جيد.
في عام 2001، صرح رئيس الوزراء مهاتير محمد في فترة رئاسته السابقة أن البلاد ستقوم بترحيل أي وزراء أو دبلوماسيين مثليين. كما حذر محمد الوزراء المثليين للدول الأجنبية بأن لا يحضروا شركائهم أثناء زيارة البلاد. ومع ذلك، طالبت ابنة مهاتير، مارينا مهاتير، بإنهاء التمييز على أساس التوجه الجنسي.

### محاكمة أنور إبراهيم
في عام 1998، اتُهم أنور إبراهيم بالفساد والسدومية. في عام 2000، حُكم عليه بالسجن لمدة 9 سنوات بسبب قيامه بالسدومية مع سائقه الذكر البالغ من العمر 19 عامًا وكاتب خطاباته السابق. على الرغم من الاحتجاجات الوطنية والدولية، لم يتم إطلاق سراحه حتى قضى 4 سنوات من العقوبة، في عام 2004، عندما برأته محكمة ماليزيا الفيدرالية من جميع التهم.
بعد إطلاق سراحه، قال أنور أنه بريء وأن المزاعم كانت جزءًا من مؤامرة حكومية لإنهاء حياته السياسية. ورأى أيضًا أن القوانين الجنائية الوطنية المجرمة للمثلية الجنسية يجب إصلاحها لحماية حقوق البالغين الراغبين في التمتع بحياة خاصة، على الرغم من أنه ذكر أيضًا أن زواج المثليين جنسياً «بعيد جدًا».
في عام 2007، استجاب رئيس الوزراء السابق مهاتير محمد لدعوى مدنية رفعها أنور بالقول إن المثليين جنسياً يجب ألا يشغلوا مناصب عامة في ماليزيا وأنه يعرف أن أنور كان مثليًا جنسيا لأن سائق أنور الذكر وكاتب خطاباته الذكر قالا في المحكمة أنه كانت لديهما علاقات جنسية مع أنور.
في يوليو/تموز 2008، اعتُقل أنور مرة أخرى، بتهمة السدومية مع مساعد له سابق . وجاء الاعتقال بعد فترة وجيزة من إعلان أنور أنه قادر على تحدي الائتلاف الحاكم بعد نجاحات المعارضة في انتخابات مارس. ومع ذلك، أطلق سراحه بكفالة وفاز في الحملة لمقعده السابق في البرلمان.
في بداية عام 2015، تم اعتقال أنور مرة أخرى وحُكم عليه بالسجن لمدة 5 سنوات.
في 16 مايو 2018، أصدر ملك ماليزيا السابق، السلطان محمد الخامس، عفواً رسمياً عن أنور بعد اجتماعه مع أعضاء في مجلس العفو ورئيس الوزراء مهاتير محمد. صدر العفو الملكي الكامل على أساس «خطأ في العدالة».

### موقف نجيب رزاق

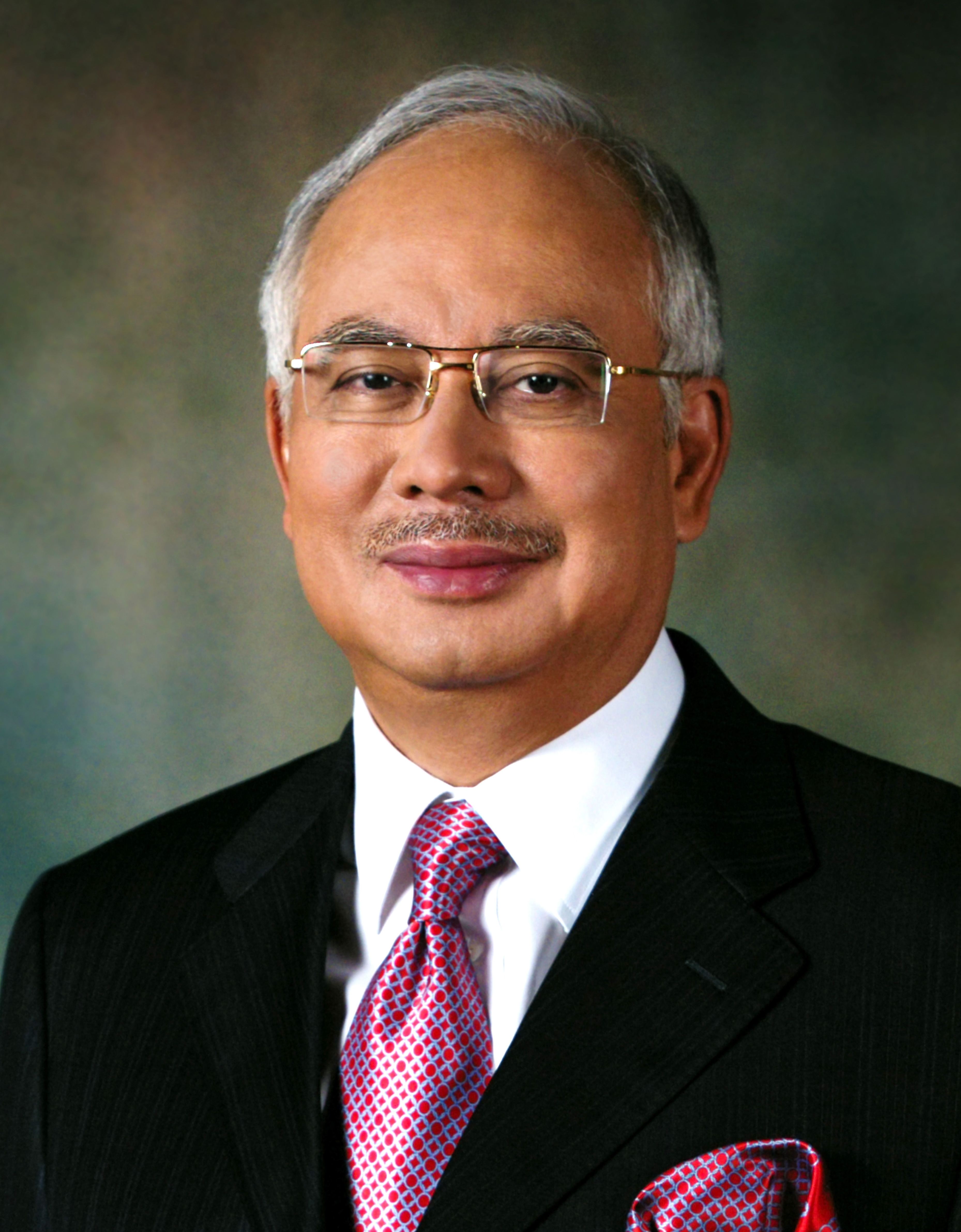
رئيس وزراء ماليزيا السابق نجيب رزاق

أوضح رئيس الوزراء الماليزي السابق نجيب رزاق في خطاب ألقاه في أغسطس 2015 في ندوة اعتدال إسلامي دولية في سلاغور، أنه يعتقد أن ماليزيا يجب ألا تدعم حقوق المثليين. صرح رزاق بأن إدارته ستبذل قصارى جهدها لدعم حقوق الإنسان ولكن فقط ضمن حدود الإسلام وأن ماليزيا لا يمكنها الدفاع عن «الجانب الأكثر تطرفًا لحقوق الإنسان»، مثل حقوق المثليين. دفع هذا هيومن رايتس ووتش إلى اقتراح انسحاب ماليزيا من الأمم المتحدة إذا لم تكن الحكومة جادة في دعم حقوق الإنسان للجميع.

### المنظمات الداعمة لمجتمع الميم في ماليزيا
ليس لدى ماليزيا منظمة وطنية ملتزمة بحقوق المثليين. بدلاً من ذلك، يقوم ائتلاف من المنظمات غير الحكومية والفنانين والأفراد بتنظيم المهرجان السنوي للحقوق الجنسية حدث النشاط الجنسي المستقل (لغة ماليزية: Seksualiti Merdeka) وهو مهرجان سنوي يتكون من المحادثات والعروض وحلقات العمل والمنتديات لتعزيز حقوق النشاط الجنسي كحق من حقوق الإنسان، وتمكين الأفراد والمجتمعات المهمشة، وإنشاء منصات للدعوة. إلى جانب تنظيم برامج هذا المهرجان السنوي، يشارك أعضاء هذا التحالف أيضًا في حملات كتابة الرسائل، وتنظيم عروض ومناقشات سينمائية منتظمة، والدعوة الأكاديمية وتدريب المدربين. ومع ذلك، حاولت الحكومة منع حدوث هذه الأحداث منذ عام 2011.
قامت المجموعات المشاركة في حدث النشاط الجنسي المستقل (لغة ماليزية: Seksualiti Merdeka) بمفردها بالدفاع عن حقوق المثليين في إطار الدعوة لحقوق الإنسان. وتشمل هذه منظمات حقوق الإنسان مثل لجنة حقوق الإنسان التابعة لنقابة المحامين الماليزية، سوارام، مؤسسة بي تي، كريس، مبادرة ترشيح المرأة، بيرساتوان كيسيداران منتدي سلاغور (إمباور)، المختبر البنفسجي، كتب ماتاهاري، ومعرض الملحق.
كما تعاملت عدة مجموعات أخرى مثل «الأخوات في الإسلام» و «منظمة المعونة النسائية» و «منظمة العفو الدولية» مع قضايا التوجه الجنسي في إطار دعوتهم للصحة العامة. لقد أتاح التركيز على التثقيف بشأن فيروس نقص المناعة البشرية المكتسب/الإيدز المزيد من النقاش العلني حول التوجه الجنسي والهوية الجندرية وحقوق الإنسان.
تركز مؤسسة بي تي، والتي كانت تسمى أصلاً ببنك تراينغل، على «توفير برامج التثقيف بشأن فيروس نقص المناعة البشرية/الإيدز والوقاية والرعاية والدعم والتوعية الجنسية وبرامج التمكين للمجتمعات الضعيفة في ماليزيا». تشمل المجتمعات الرجال الذين يمارسون الجنس مع الرجال، والمتحولين جنسياً، والمشتغلين بالجنس، ومتعاطي المخدرات، والأشخاص المصابين بفيروس نقص المناعة البشرية. ينضم إليهم منظمات أخرى، مثل «إل بي جي» (للرجال المثليين) و «أوتدو» (للمثليات) التي تنظم أنشطة منتظمة للمجتمعات المستهدفة.

### فيروس نقص المناعة البشرية/الإيدز

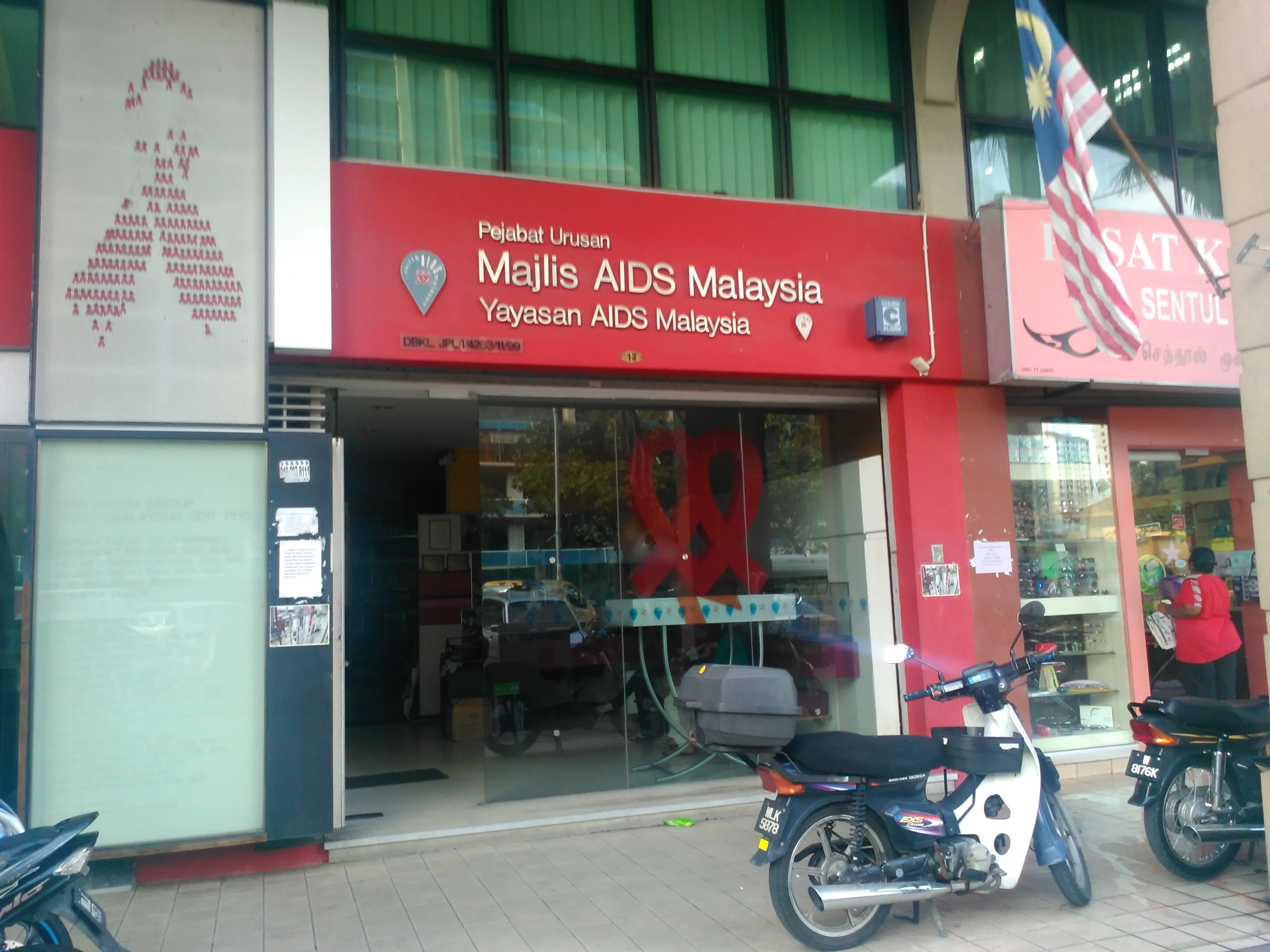
مجلس الماليزي للإيدز

على الرغم من أنها ليست مشكلة للأشخاص من مجتمع الميم فقط، إلا أن استجابة الصحة العامة لفيروس نقص المناعة البشرية المكتسب/الإيدز تطلبت مزيدًا من النقاش العام حول موضوعات مثل الجنس البشري والأدوار الجنسانية والتوجه الجنسي.
منذ ظهور أول حالة رسمية للإيدز في البلاد في عام 1985، كانت الحكومة تحت ضغط أكبر لتشجيع حملات التثقيف والوقاية حيث اقترح بعض الخبراء أن عدد الماليزيين المصابين بفيروس نقص المناعة البشرية قد يصل إلى 300,000 بحلول عام 2015.
في عام 2006، أطلقت الحكومة حملة عامة شاملة جديدة تشمل برامج العلاج وتبادل الإبر لمدمني المخدرات والأدوية المجانية المقدمة في العيادات الحكومية. ومع ذلك، في عام 2007، مُنعت وزارة الصحة الماليزية من الدعوة إلى استخدام الواقي الذكري لمنع انتشار المرض بسبب القلق من أن مثل هذه الحملة ستعادل بمصادقة الحكومة على السلوك الجنسي خارج إطار الزواج القانوني.

## ملخص
| قانونية النشاط الجنسي المثلي                                                                  | (العقوبة: 20 عامًا مع أو بدون غرامات والإخصاء الكيميائي والترحيل والجلد. قد يتم توجيه الاتهام للمواطنين المسلمين في المحكمة الإسلامية، في المحاكم الإسلامية، لا يتم تطبيقه) |
| المساواة في السن القانوني للنشاط الجنسي                                                       | No |
| قوانين مكافحة التمييز في التوظيف                                                              | No |
| قوانين مكافحة التمييز في توفير السلع والخدمات                                                 | No |
| قوانين مكافحة التمييز في جميع المجالات الأخرى (تتضمن التمييز غير المباشر، خطاب الكراهية)      | No |
| قوانين مكافحة أشكال التمييز المعنية بالهوية الجندرية                                          | No |
| زواج المثليين                                                                                 | No |
| الاعتراف القانوني بالعلاقات المثلية                                                           | No |
| تبني أحد الشريكين للطفل البيولوجي للشريك الآخر                                                | No |
| التبني المشترك للأزواج المثليين                                                               | No |
| يسمح للمثليين والمثليات ومزدوجي التوجه الجنسي والمتحولين جنسيا بالخدمة علناً في القوات المسلحة | No |
| الحق بتغيير الجنس القانوني                                                                    | No |
| علاج التحويل محظور على القاصرين                                                               | No |
| الحصول على أطفال أنابيب للمثليات                                                              | No |
| الأمومة التلقائية للطفل بعد الولادة                                                           | No |
| تأجير الأرحام التجاري للأزواج المثليين من الذكور                                              | (غير قانوني للأزواج المغايرين كذلك) |
| السماح للرجال الذين مارسوا الجنس الشرجي التبرع بالدم                                          | No |